# (2650) Elinor
(2650) Elinor est un astéroïde de la ceinture principale.

## Description
(2650) Elinor est un astéroïde de la ceinture principale. Il fut découvert le 14 mars 1931 à Heidelberg par Max Wolf. Il présente une orbite caractérisée par un demi-grand axe de 2,63 UA, une excentricité de 0,20 et une inclinaison de 14,0° par rapport à l'écliptique.

## Compléments